# 雙代數
在數學中，域 {\displaystyle K} 上的雙代數是兼具 {\displaystyle K} 上之結合代數（具單位元）與餘代數的結構，而且這兩種結構彼此相容。最重要的特例之一是霍普夫代數。

## 定義
相容性意味著餘乘法與餘單位元都是單位結合代數的同態，這也等價於乘法及單位元是餘代數之同態，因為兩者由相同的交換圖刻画。
由單位圖表的對稱性，也可導出下述事實：如果 {\displaystyle B} 是雙代數，而且 {\displaystyle B} 具有良好的對偶空間 {\displaystyle B^{\vee }}（例如當 {\displaystyle B} 維度有限時），則 {\displaystyle B^{\vee }} 也帶有自然的雙代數結構。

### 圖表
定義中的相容性由以下交換圖給出：
乘法與餘乘法相容：
乘法與餘單位元相容：
餘乘法與單位元相容：
單位元與餘單位元相容：
在此 {\displaystyle \nabla _{B}:B\otimes _{K}B\to B} 是代數乘法，而 {\displaystyle \eta _{B}:K\to B} 是代數之單位元。{\displaystyle \Delta _{B}:B\to B\otimes _{K}B} 是餘代數乘法，而 {\displaystyle \epsilon _{B}:B\to K} 是餘代數單位元。{\displaystyle \tau _{B}:B\otimes B\to B\otimes B} 定義為 {\displaystyle \tau (x\otimes y)=y\otimes x}。

### 式子
若以算式具體描述，則相容關係有如下之表示（在此採用省略 {\displaystyle \Sigma } 之 Sweedler 記法）：
乘法與餘乘法相容：
{\displaystyle (ab)_{(1)}\otimes (ab)_{(2)}=a_{(1)}b_{(1)}\otimes a_{(2)}b_{(2)}\,}
乘法與餘單位元相容：
{\displaystyle \varepsilon (ab)=\varepsilon (a)\varepsilon (b)\;}
餘乘法與單位元相容：
{\displaystyle 1_{(1)}\otimes 1_{(2)}=1\otimes 1\,}
單位元與餘單位元相容：
{\displaystyle \varepsilon (1)=1.\;}
在此我們省略代數乘法之映射 {\displaystyle \nabla }，而直接以兩項並置表之。同理，單位元 {\displaystyle \eta } 直接以單位元素 {\displaystyle 1} 表示（對應到 {\displaystyle \eta (1)}）。

## 相關文獻
- Eiichi Abe, Hopf Algebras (1980), translated by Hisae Kinoshita and Hiroko Tanaka, Cambridge University Press. ISBN 0-521-22240-0